# Ofensiva de Alepo (septiembre-octubre de 2016)
La ofensiva de Alepo (septiembre–octubre 2016) fue la acción de guerra lanzada en Alepo a finales de septiembre de 2016 por el Ejército sirio que pretendía recapturar todos los barrios bajo control insurgente en la ciudad de Aleppo. Los rebeldes controlaban el este de la ciudad principalmente milicianos de Fatah Halab, junto con miembros de Jabhat Fateh al-Sham y Ahrar al-Sham.

## Ofensiva

### Ataques aéreos e inicios de la lucha

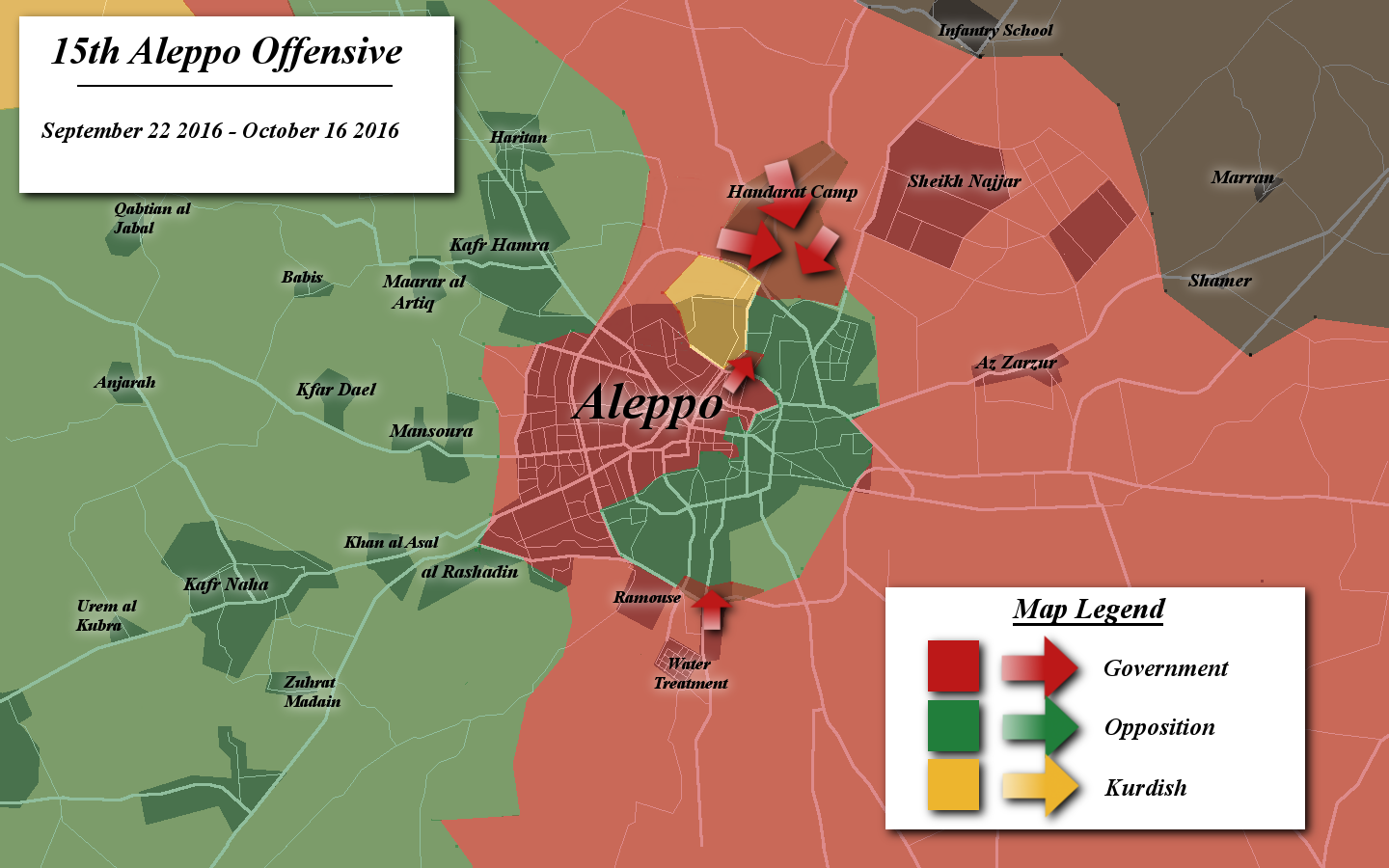
Mapa de la ofensiva

En la mañana del 22 de septiembre del 2016, la RuAF y la SyAAF empezaron un bombardeo de preparación para la ofensiva. Más de 40 incurciones fueron conducidas contra cinco distritos durante el día. La movilización del ejército también había empezado y para el anochecer, el asalto estaba a punto de empezar. En este momento, se anunció oficialmente el inicio de la ofensiva.
Los bombardeos continuaron por segundo día el 23 septiembre.  Desde el inicio de la campaña de bombardeos, la RuAF lanzó 50 ataques en la ciudad y 30 en las áreas circundantes, además de las docenas llevadas a cabo por la Fuerza Aérea siria. Durante el día, el Ejército realizó sus primeros avances en las afueras del sur de Alepo, asegurando la carretera Ramousah-'Amiriyah y su intersección después de avanzar alrededor de la mezquita Al-Badawi. Más tarde, las milicias palestinas también capturaron partes del área del Campamento de Handarat en Alepo nororiental, concretamente el distrito Shaher. El  campamento Handarat había sido un campamento de refugiados palestino. Para el final del día, la Fuerza Aérea siria había conducido más de 150 bombardeos contra 30 barrios en Alepo.
En la mañana del 24 de septiembre, terminaron las preparaciones del Ejército sirio para asaltar el sur del distrito de Sheikh Sa'id. El ataque empezó durante la mañana, y en pocas horas las SAA habían tomado varios edificios. Al mismo tiempo, continuaba el avance en Handarat, liberando la entrada oriental del Campamento, quedando menos de la mitad bajo control insurgente. Poco después, las milicias palestinas capturaron completamente el Campamento de Handarat. Además, los soldados hicieron avances en un tercer eje, tomando control de dos docenas de bloques cercanos a la histórica ciudadela de Alepo en el centro de ciudad. Entretanto, una ola nueva de bombardeos fueron lanzados sobre Alepo, destruyendo fortificaciones, túneles y centros de comando rebelde. Con la captura del Campamento de Handarat, el Ejército cambió su foco hacia el cercano Hospital oncológico Kindi, el cual había sido convertido a una base militar por los rebeldes. Los enfrentamientos más intensos tuvieron lugar en el hospital, cuando el Ejército impuso control de fuego sobre el Área Industrial de Shuqeif. Más tarde al anochecer, fue repelido un contraataque rebelde contra el Handarat. Aun así, las SAA se vieron obligadas a replegarse.
El 25 de septiembre, después de asegurar el distrito de Shaher, las milicias palestinas lanzaron un nuevo asalto en el Campamento de Handarat. El campamento fue intensamente bombardeado, destruyendo gran cantidad de vehículos rebeldes. La lucha se reanudó en el sur del distrito de Sheikh Sa'id, donde el Ejército ya controlaba entre el 25 al 30 por ciento del área.

### Avances del Ejército sirio en el norte y centro de Alepo
El 27 de septiembre, el Ejército avanzó en el distrito de Farafira en el Viejo Alepo y lo capturó. Al mismo tiempo, según los rebeldes, sus dos hospitales más grandes fueron alcanzados por fuego de artillería. Al día siguiente, las SAA avanzarón ligeramente en al-Suweiqa en el área del Viejo Alepo.
El 29 de septiembre, las SAA penetraron la última línea de defensa insurgente en el Campamento de Handarat y una vez más tomó el control completo del distrito. Después de asegurar Handarat, atacaron el distrito de Shaqayf, así como el Hospital Kindi. La siguiente mañana, después de duros enfrentamientos pesados, las SAA capturaron el hospital Kindi, a Jandoul rotonda. Inmediatamente, el ejército empezó una operación contra el distrito central de Suleiman Al-Halabi, tomando gran parte de su sector occidental. Los insugentes lograron reagruparse reguperando varias posiciones. El Ejército intentaba recuperar la estación de bombeo de agua potable de Alepo. Más tarde, los rebeldes atacaron el hospital Kindi, mientras el Ejército capturó la parte noroccidental del distrito Bustan Al-Basha . Los rebeldes lograron recuperar el hospital.
El 1 de octubre, el Ejército sirio continuó su avance en el distrito de Bustan Al-Basha, en otro frente las SAA capturaron el cerro de Tal Shuqayf y 16 edificios cercanos, estableciendo control de fuego sobre la Base de Armamento y el Área Industrial de Shuqayf. Al día siguiente las defensas rebeldes colpasaron, el Ejército capturó el área Industrial Shuqayf, el redondel de Jandoul y el hospital Kindi. Durante los avances del Ejército en Shuqayf, los YPG también avanzaron contra los rebeldes en el redondel de Jandoul. Entretanto, los avances del Ejército en Bustan Al-Basha continuaron, logrando alcanzar las afueras del distrito de al-Heluk, mientras un ataque de Ejército en la estación de bombeo en Suleiman Al-Halabi fue repelido. Al llegar a este punto, el Ejército llamaba a rendirse a los rebeldes y retirarse de Aleppo, ofreciéndoles ayuda y paso seguro de suministros.

### Avance del Ejército sirio en tres frentes
El 3 de octubre, las fuerzas del gobierno sirio atacaron el distrito Owaija y tomando una tercera parte para el anochecer, mientras el Ejército control de fuego establecido sobre el redondel Jandoul. El 4 de octubre, los rebeldes anunciaron que un asalto del Ejército en el del sur del distrito de Sheikh Sa'id, aunque el ejército logró capturar algunos puntos. Entretanto, el ejército avanzó en el centro de ciudad, capturando varios edificios, así como en el área de fábricas del norte del distrito Owaija. Por primera vez en cuatro años, tanques del Ejército sirio cruzaron el frente en Alepo.
El 5 de octubre, avances de Ejército sirio continuaron en el norte del distrito de Owaija y el sur del distrito de Al-Amiriyah. Para el 6 de octubre,controlaban ya del 50–80% del distrito de Bustan Al-Basha, 45–50% de Owaija y el norte de las canteras Bakarah cerca del hospital Kindi. Con los nuevos avances en Bustan Al-Basha, el Ejército asediaba a la estación de agua de Suleiman Al-Halabi y para el anochecer aseguraban todo el distrito. Durante la noche, el Ejército hizo avanzó en el distrito Salah al-Din y el área de Bureij, mientras también habían tomado el control de la mital del distrito Sheikh Sa'id.
Al amanecer del 7 de octubre, las fuerzas de gobierno sirio continuaron el asaltó a Sheikh Sa'id, tomando la colina de Tal Sheikh Sa'eed. Los rebeldes lograron recapturar algunos puntos perdidos el día anterior. Al día siguiente, los rebeldes fueron capaces de tomar varias partes grandes de Sheikh Sa'id y alrededor de la estación de agua en Suleiman Al-Halabi, quedando en control del 20% del distrito. A pesar de la contra⁠ofensiva rebelde, las fuerzas del gobierno tomaron el control completo del distrito de Owaija y el redondel de Jandoul. Posteriormente, el Ejército tomó el control del 50% del cercano distrito de Manashar Al-Breij. El ejército continuó su avance en Bustan Al-Basha.
El 9 de octubre, la lucha se había estancado en Sheikh Sa'id y Bustan Al-Basha. Para este punto, las fuerzas del gobierno habían tomado del 15–20% del este de Alepo, con los rebeldes manteniendo con dificultades una línea de frente estable, afrontando carencia de sumistros y el bombardeo insesante contra sus posiciones y depósitos de municiones.

### El ejército sirio asegura frente norte; empieza cuarta línea de ataque
En la mañana el 10 de octubre, tropas del gobierno sirio tomaron la colina de Tal Sifan, cercano a Owaija, y el día siguiente consolidó su control del redondel Jandoul. Dos días más tarde, el Ejército capturó cuatro colinass en el noreste de Alepo, incluyendo uno cercano al Complejo de Alojamiento de la Juventud  Hanano. Los avances en el noreste de Alepo continuaron el 14 octubre, con el Ejército sirio avanzando hacia el Complejo de Alojamiento de la Juventud. El ejército también hizo un intento de abrir una ruta entre el norte de Alepo y el aeropuerto en el sur, tomando el control de la mayoría del distrito Al-Aradh Al-Hamra al sureste de Alepo. 
El 15 de octubre, las fuerzas de gobierno sirio avanzaron cerca del redondel Ba'idayn, en el norte de Alepo, después de cruentos combates el ejército empujó a los rebeldes hacia atrás un kilómetro. También pudieron avanzar en el puente Nayrab-al-Miysar en dirección del aeropuerto, asegurando el distrito Al-Aradh Al-Hamra, y tomando partes del barrio Karm al-Trab. En el anochecer, tropas de gobierno penetraron rebelarse líneas de defensa en el Ba'idayn rotonda, capturando las fábricas circundantes.
El 16 de octubre, un ataque del Ejército sirio en Sheikh Sa'id fue repelido por los insurgentes, mientras que fuerzas del gobierno sirio avanzaron en el distrito Salah al-Din, capturando 10 edificios.

## Consecuencias cese al fuego; contraofensiva rebelde
El 17 de octubre, Rusia anunció que temporalmente cesaba los ataques aéreos en el este de Alepo desde las ocho horas del 20 de octubre, para permitir la evacuación. Las bombardeos fueron detenidos dos días más antes de lo anunciado, en la mañana del 18 octubre, y la suspensión continuaría al día siguiente cuando se anunció que la tregua, sería extendida a tres días hasta el 22 octubre. Los oficiales rebeldes rehusaron aceptar la propuesta de evacuación, a pesar de que entre 100–150 milicianos de Ahrar al-Sham fuerton evacuados en 3 autobuses a Idlib. Además, surgieron tensiones entre diferentes facciones rebeldes presentándose luchas y asesinatos de aquellos que querían rendirse. Se denunció que las HTS realizó ejecuciones públicas de residentes que intentaban dejar la ciudad.
La lucha se reanudó el 22 de octubre, con el Ejército haciendo avances en Salah al-Alboroto temprano el 24 de octubre. Aun así, Rusia declaró el alto el fuego continuaría.
El 28 de octubre, fuerzas rebeldes al exterior de Alepo empezaron un contraataque para romper el asedio.